# Північна зірка (пароплав)
«Півні́чна зі́рка» (рос. дореф. «Сѣверная звѣзда») — 10-гарматний колісний пароплав Чорноморського флоту Російської імперії.

## Опис
Колісний 10-гарматний пароплав. Довжина корабля становила 39,82 метра по гондеку, за кілем — 33,9 метра, ширина з обшивкою — 6,8 метра, без обшивки — 6,65 метра, а осадка — 2,82 метра. Оснащений двома паровими машинами виробництва заводу Берда, перенесених з пароплава «Громоносець», загальною потужністю 100 номінальних кінських сил. Артилерійське озброєння корабля складало 8 гармат. Корабель названо на честь полярної зорі — головної навігаційної зорі мореплавців в Північній півкулі.

## Історія
Закладений у Миколаєві на стапелі Миколаївського адміралтейства 21 червня 1834 року, головний будівник — поручник корпусу корабельних інженерів І. С. Дмитрієв, для якого «Північна зірка» стала першим кораблем, збудованим ним у Миколаївському адміралтействі. Після спуску на воду 1 серпня 1835 року увійшов до складу Чорноморського флоту Російської імперії.
У серпні 1837 року на пароплаві здійснив плавання з Вознесенська до Севастополя, а потім до Кавказького узбережжя імператор Микола I. Після закінчення плавання командир пароплава, В. І. Істомін, був нагороджений орденом Святого Володимира IV ступеня і діамантовим перснем, а також отримав річний оклад платні.

### Кавказька війна

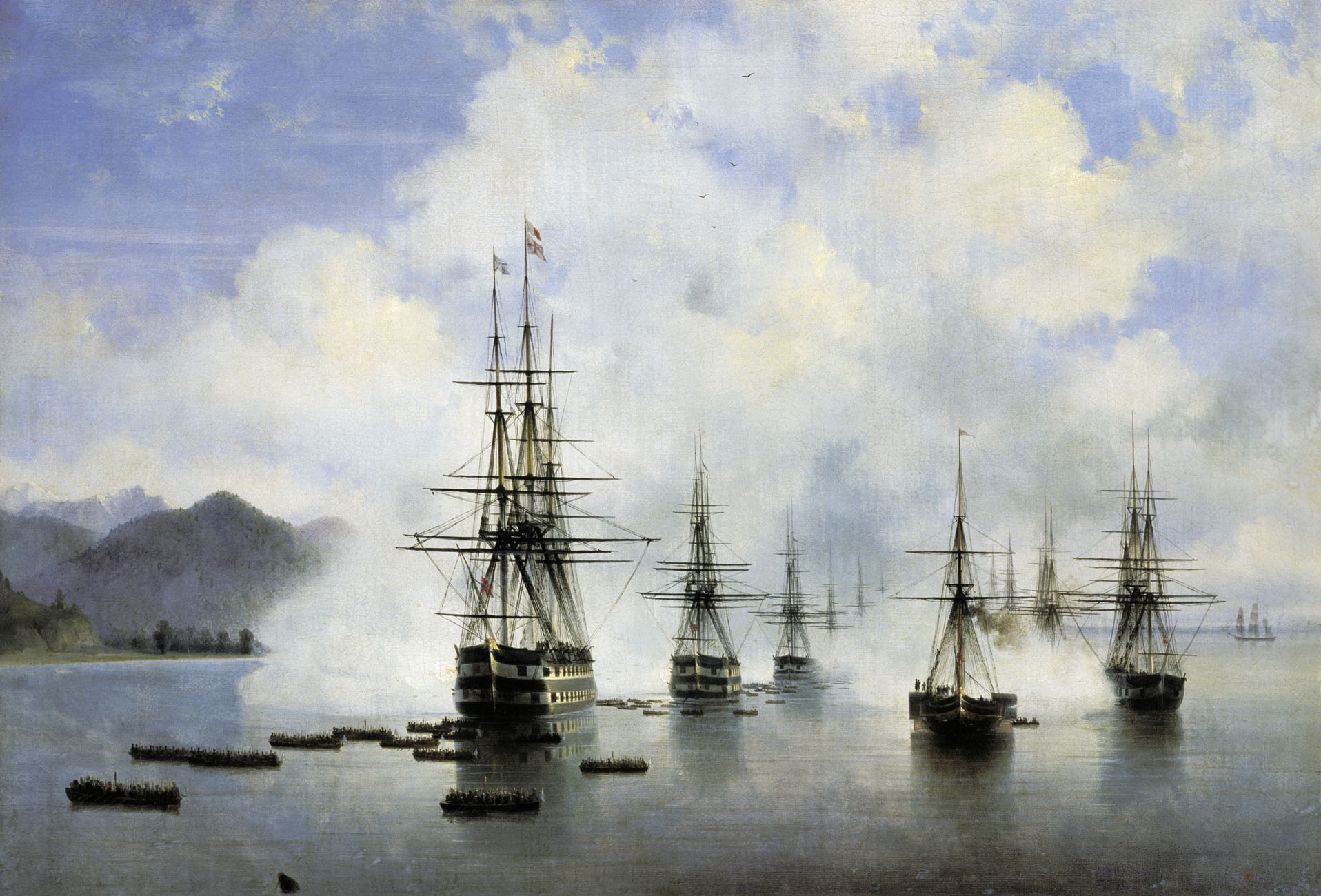
«Десант М. М. Раєвського в Субаші», картина І. К. Айвазовського, 1839

У травні 1838 року брав участь у висадці десанту в гирлі річки Туапсе. У зв'язку зі смертю 27 березня 1838 року О. О. Вельямінова загін, що діяв поблизу Геленджика, був перепідпорядкований генералу М. М. Раєвському, а військово-морськими силами відтепер командував віцеадмірал М. П. Лазарєв. Мобілізацію військових сил для висадки десанту проводили на Таманському півострові, де зібрали експедиційний корпус загальною чисельністю близько 8 тисяч осіб. Сюди ж із Севастополя прибула ескадра Чорноморського флоту зі Зведеним морським батальйоном чисельністю 750 осіб під командуванням капітан-лейтенанта Є. В. Путяніна. До складу ескадри серед інших кораблів входили пароплави «Північна зірка», «Громоносець» та «Язон».
8 травня ескадра вийшла з Керченської протоки і вирушила до гирла Туапсе, прибувши туди 11 травня. Десантна операція почалася вранці наступного дня, коли близько 10 ранку ескадра вишикувалася в бойовий порядок у 400 саженях (853 метри) від берега і розпочала артилерійську підготовку, що тривала близько 15 хвилин. Після її завершення десантні човни попрямували до берега під командуванням капітана 1-го рангу Л. М. Серебрякова та капітан-лейтенанта В. О. Корнілова. У своєму рапорті Миколі I від 14 травня 1838 М. П. Лазарєв звітує про втрату під час десантної операції двох нижніх чинів убитими, двох офіцерів і вісьмої нижніх чинів пораненими.
Під час Абхазької експедиції у складі ескадри під командуванням контрадмірала І. Я. Захар'їна 3 липня 1838 року за наказом командуючого чорноморськими військами генерал-лейтенанта П. Х. Граббе, прийнявши на борт десантні війська брав участь у винищенні контрабандного судна коло урочища Хапацай. Діставшись пункту призначення, під прикриттям корабельної артилерії кораблі висадили десанти, які попри сильний вогонь черкесів спалили судно і відійшли, повернувшись до Геленджика.
Вже 9 липня 1938 року у складі ескадри Чорноморського флоту під командуванням контрадмірала С. П. Хрущова пароплав «Північна зірка» прийняв на борт війська в гирлі річки Туапсе і попрямував до привустьової долини річки Шапсухо. Десантні війська загальною кількістю 7744 особи перебували під командуванням генерала М. М. Раєвського. Вранці 10 липня ескадра підійшла до гирла річки Шапсухо і вишикувалася в бойовий порядок. У цій висадці для додаткової артилерійської підтримки загону, що висаджується, були задіяні і човни азовських козаків, якими командував флігель-ад'ютант принц Гогенлое Вальденбург. У бою, за даними М. М. Раєвського, загинув один моряк, а ще п'ять — поранено.
12 вересня 1838 року брав участь у висадці десанту при гирлі річки Цемес. На борту кораблів ескадри Чорноморського флоту під командуванням М. П. Лазарєва перебував Зведений морський батальйон загальною чисельністю близько 600 осіб. Попри меншу кількість прикладених зусиль, порівняно з іншими десантними операціями, він був єдиним, що обійшовся практично без опору кавказьких військ і, відповідно, без втрат для десантного загону.
Після визначення влітку 1838 року найбільш важливих пунктів на східному узбережжі Чорного моря командиром Окремого Кавказького корпусу Є. О. Головіним, командувачем військами на Кавказькій лінії та в Чорноморії П. Х. Граббе та М .М. Раєвським, пароплав брав участь у висадці десанту в одному з них — в гирлі річки Псезуапсе.
Десантний загін, що налічував близько 5 тисяч осіб, був зібраний на Тамані і розподілений суднами ескадри Чорноморського флоту, що прибув в Керченську протоку 23 квітня 1839 року. Ескадра у складі лінійних кораблів «Імператриця Катерина II», «Пам'ять Євстафія», «Адріанополь», «Султан Махмуд», «Силістрія», фрегатів «Агатополь», «Тенедос», «Браїлів» та «Штандарт», тендерів «Легкий», яхти «Оріанда», пароплавів «Північна зірка» та «Колхіда», вийшла з Керченської протоки в море 28 квітня і досягла довколишніх усть річок Шаха і Субаші 2 травня, о 17 годині вечора.
Після прибуття ескадри пароплав розмістив корабельні та фрегатські буї на диспозиції, і військові судна, підходячи до берега, кидали якорі кожен на свій буй. Командувач десантом генерал-лейтенант М. М. Раєвський проводив перед висадкою десанту розвідку місцевості з борту «Північної зірки». Вранці наступного дня суду ескадра почала шикуватися в бойовий порядок на відстані 150 сажнів (320 метрів) від берега. Після спуску на воду десантних човнів та розподілу по них військ, ескадра розпочала артилерійську підготовку, що тривала близько 15 хвилин. 
Після закінчення вогню з корабельної артилерії десантні човни рушили до берега під командуванням капітана 2-го рангу В. О. Корнілова, капітан-лейтенанта О. І. Панфілова та капітан-лейтенанта Іванова. Незважаючи на близькість ескадри, кавказці зустріли десант за 50 сажнів від берега (близько 107 метрів). Під час десанту протягом 3—4 травня загинуло два матроси, ще одного штабсофіцера, одного оберофіцера, вісьмох унтерофіцерів та двадцять двох матросів було поранено.

### Подальша доля
У травні 1843 році разом з бригом «Неарк» відбув у Константинополь в розпорядження російського посланника, де перебував до літа наступного року.
З квітня по вересень 1845 року здійснив десять рейсів регулярного сполучення за маршрутом Одеса — Керч, заміняючи пароплав «Петро Великий», що на той момент перебував у ремонті. Під час кампанії 1852 року пароплав виходив у плавання в Чорне море з Миколаєва до Очакова, а з 30 червня до 21 серпня назад до Миколаєва.
В жовтні 1840 року повернувся з Бейруту з союзними генеральними консулами, викликаними з Александрії. Після повернення вимушений був встати на ремонт, оскільки внаслідок отриманих через аварію з турецьким судном в Константинополі значних пошкоджень балансируючого пристрою і котла не мав змоги вийти в море.
У 1858 році пароплав «Північна зірка» продано на злам.

## Командири
- О. П. Скрягін (1837);
- В. І. Істомін (1837—1838[1]);
- Я. М. Баль (1838—1841[18]).
- П. І. Ніконов (1850—1851);
- Н. І. Прокопович (1854—1857[1]).